# James Brewer (cestista)
James Lorenzo Brewer, detto Boo (Bardstown, 15 aprile 1969), è un ex cestista e allenatore di pallacanestro statunitense, professionista in Europa.

## Palmarès
- Supercoppa di Bosnia e Herzegovina (2001)